# L'Épine (Marne)
L'Épine je francouzská obec v departementu Marne v regionu Grand Est. V roce 2015 zde žilo 599 obyvatel.

## Poloha obce
Sousední obce jsou: Courtisols, Châlons-en-Champagne, La Cheppe, Saint-Étienne-au-Temple, Saint-Martin-sur-le-Pré a Saint-Memmie.

## Vývoj počtu obyvatel
Počet obyvatel